# 中川神社 (中津川市)
銀幣社　中川神社（なかがわじんじゃ）は、岐阜県中津川市に鎮座する神社。旧社格は村社。

## 祭神
- 菊理媛命
- 伊邪册命
- 木花咲耶媛命

## 概略
美濃国恵那郡の式内社の中川神社である。
創建時期は不明。恵那山が天照大神の胞衣を収めた地（恵那神社）とされていることから、古くからこの辺りが神聖な地とされていたと考えられ、伊邪那岐命が生まれた地という言い伝えもある。
かつては白山社または薄野森と称し、木曽川の女神を祀ったのが起源であり、この女神が後に3柱の女神（菊理媛命・伊邪册命・木花咲耶媛命）に変更されたという説もある。
中津川市の産土神である。
現在の読みは「なかがわ」であるが、古くは「なかわ」「なかつかわ」と呼称していた時期もあり、中津川の地名の由来という説もある。
また、木曽川の支流の中津川を、古くは中川と呼んでいたという。例祭では、中津川太鼓、神代獅子などが奉納される。
「美濃古道御坂越記」や「中川舊記」によれば、元は熊野権現本社であったが再建の時に白山大権現(菊理媛命)を主に熊野(伊邪册命)・富士(木花咲耶媛命)の両社を相殿に奉祀したことが記してあり、大正寺という別当寺が社を管理していた。
「美濃古道御坂越記」によれば、天正2年（1574年）、白山大権現が武田勝頼の東濃への侵攻の際に兵火で焼失したが、その中殿には白山、左は熊野、右は富士の相殿で、結構華美を極めた社殿と僧坊であったが焼討され、神主と社僧の墓だけが残ったとされる。
延宝5年(1677年)に再建された。
そのためか江戸時代、中山道の中津川宿の神社は3つ（八幡祠・白山権現祠・神明祠）となっており、中川神社の名は消失している。戦国時代の焼失から江戸時代初期の間に分祀されたと考えられる。
明治時代になって「白山権現祠」が中川神社とされ、明治6年（1873年）村社となる。
現在の本殿は延宝5年（1677年）の再建であるが、この時には拝殿などは再建されなかった。平成14年（2002年）に拝殿、直会殿が再建され、同時に境内の整備が行なわれる。

## 所在地
- 岐阜県中津川市中津川4-816-1

## 交通機関
- 中央本線中津川駅より約800m

## その他
- 中川神社の境内の真下に、中央本線上り線のトンネルがある。